# Brian Cushing
(en) Statistiques sur pro-football-reference
Brian Cushing, né le 24 janvier 1987 à Park Ridge, est un joueur américain de football américain évoluant au poste de linebacker.

## Biographie
L'un de ses ancêtres, Alonzo Cushing, a reçu une médaille pour s'être distingué lors de la guerre de Sécession. Son père, Frank Cushing, est un officier du renseignement pendant la guerre du Viêt Nam et sa mère, Antoinette Lukaszewicz, est née en 1944 dans un camp de concentration allemand.
Étudiant à l'université de Californie du Sud, il joua pour les Trojans d'USC. Il y côtoie le quarterback John David Booty entre 2005 et 2007, et les linebackers Kaluka Maiava, Clay Matthews III et Rey Maualuga aussi éligibles pour la draft 2009 de la NFL.
Il est drafté en 2009 à la 15e place (premier tour) par les Texans de Houston. Après sa première saison, il est sélectionné au Pro Bowl après avoir terminé coleader en nombre de tackles réalisés. Après la saison 2011, il est sélectionné pour son premier All Pro. Sa saison 2012 se termine prématurément après une rupture du ligament croisé antérieur au cours d'une rencontre contre les Jets de New York, le 8 octobre.